# Iwan Masepa

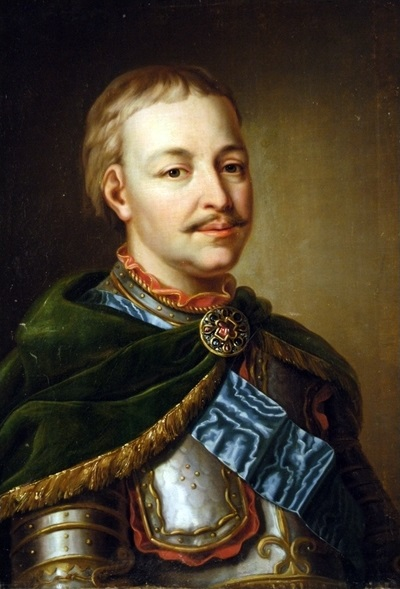
Iwan Masepa

Iwan Stepanowytsch Masepa (lateinisch Ioannes Mazeppa, ukrainisch Іван Степанович Мазепа, wiss. Transliteration Ivan Stepanovyč Mazepa; * 20. März 1639 in Masepynzi; † 22. September 1709 in Bender, Fürstentum Moldau) war Hetman der ukrainischen Saporoger Kosaken seit 1687. In Literatur und Musik ist die ältere Schreibweise des Namens Mazeppa gebräuchlich.

## Leben

### Aufstieg
Als Sohn von Stefan-Adam Masepa und Marija Mahdalyna Masepa, die dem Adel der Rechtsufrigen Ukraine angehörten, wurde Iwan Masepa 1639 auf einem Gutshof in Masepynzi bei Bila Zerkwa geboren. Er studierte in Kiew an der dortigen Akademie und danach im Warschauer Jesuitenkolleg.
Als Page kam er an den Hof des Königs Johann Kasimir von Polen. Nach mehreren Jahren im Dienste des polnischen Königs und Reisen nach Westeuropa wurde er – nach einer von Voltaire aufgegriffenen, vielleicht nur legendarischen Überlieferung – in vertrautem Umgang mit der Gattin eines Magnaten überrascht. Von letzterem wurde er 1663 nackt auf den Rücken seines eigenen Pferdes gebunden und von diesem, dem man die Freiheit gab, übel zugerichtet. Er wurde in die Ukraine gebracht, wo er in die Reihen der Kosaken eintrat und 1669 in den Dienst des rechtsufrigen Hetman Petro Doroschenko trat. Bald darauf wechselte er in den Dienst des linksufrigen Hetmans Iwan Samojlowytsch und wurde zu dessen Sekretär und Adjutanten. Als dieser im Juli 1687 nach dem erfolglosen Krimfeldzug abgesetzt wurde, wurde er durch einhellige Wahl des Volkes zum Hetman ernannt.

### Hetman

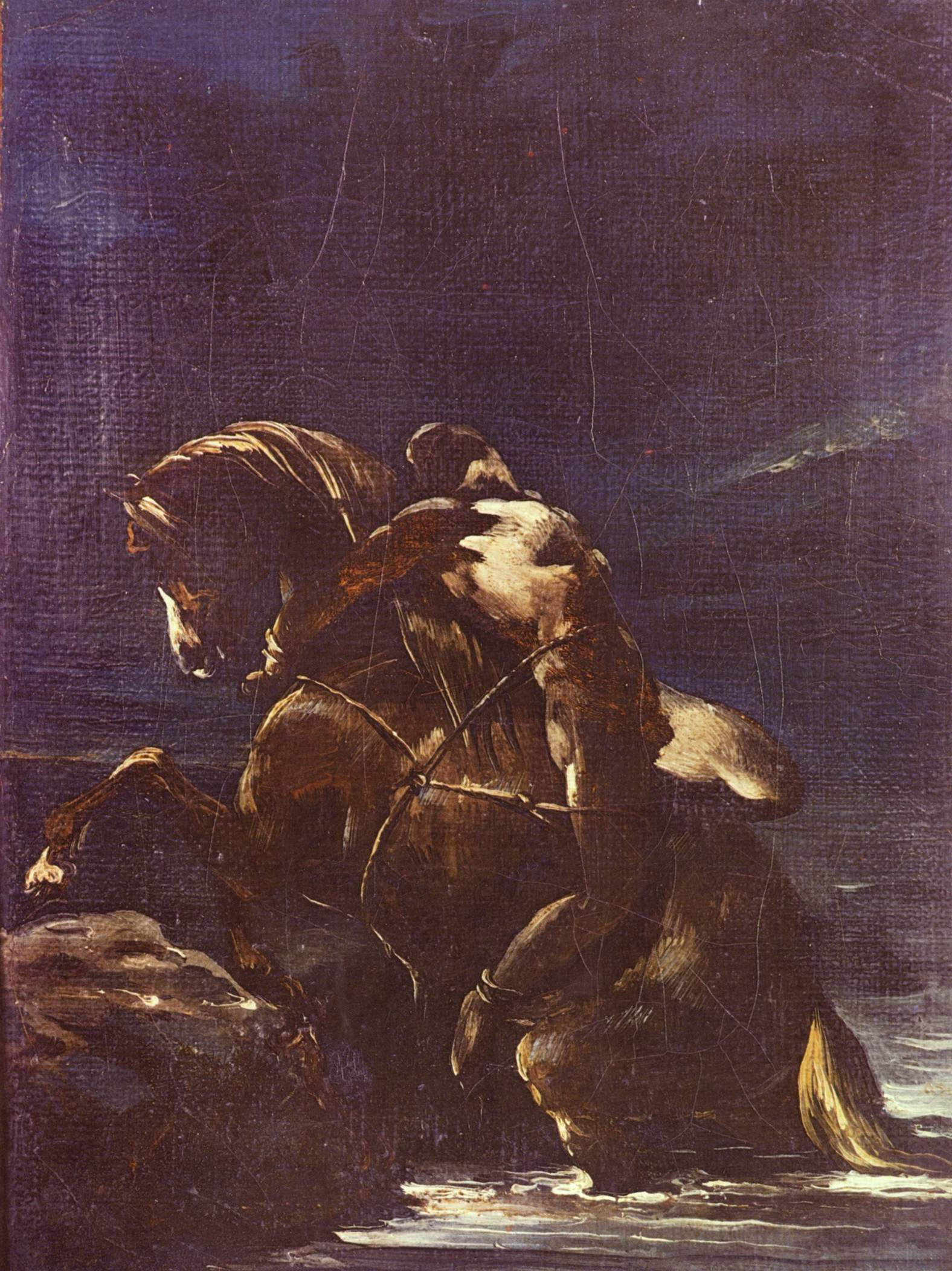
Der Page Mazeppa, Gemälde von Théodore Géricault, um 1820

In dieser Stellung befestigte er seine Macht nach außen und innen und schützte die Grenzen gegen die Einfälle der Türken und Tataren. Er förderte die orthodoxe Kirche und stärkte die Stellung der Kosakenaristokratie, die zu mehr Grundbesitz kam. Auch sich selbst vergaß er dabei nicht – ihm gehörten schließlich an die 20.000 Güter, was ihn zu einem der reichsten Männer Europas machte. Er war mit dem jungen Zaren Peter I. befreundet, und als dieser gegen die Türken zog, leistete ihm Masepa wichtige Dienste und zog mit ihm gemeinsam gegen die osmanische Festung Asow.

### Verbündeter des Zaren im Nordischen Krieg
Auch im Nordischen Krieg stand Masepa auf der russischen Seite und besetzte im Einvernehmen mit Peter im Jahre 1703 die rechtsufrige Ukraine. Als Vorwand sollte ihm der Aufstand Semen Palijs gegen Polen-Litauen dienen. Ihm gelang es so, die beiden Teile des Chmelnyzkyj Hetmanates wieder zu vereinigen. Wiederholt wurde er einer rebellischen Gesinnung gegen Russland beschuldigt, aber Peter hatte unbegrenztes Zutrauen zu Masepa.
Nach einigen schweren Niederlagen am Anfang des Nordischen Krieges fällte Peter I. die Entscheidung, seine Armee zu modernisieren – sowohl ihre Führung als auch ihre Ausrüstung. Die neue Staatspolitik des russischen Zaren bedrohte jedoch die durch die im Vertrag von Perejaslaw besiegelte, traditionelle Autonomie der Ukraine. Während des Krieges erhob der Zar hohe Forderungen an die Ukrainer. Anstatt das eigene Land vor den traditionellen Feinden – den Osmanen, Tataren und Polen – zu verteidigen, zwang man die Ukrainer, gegen die schwedischen Streitkräfte fern von zu Hause zu kämpfen. In diesen Feldzügen waren die Kosaken den regulären europäischen Armeen kein ebenbürtiger Gegner. Ihre Regimenter mussten Verluste bis zu 70 Prozent der Truppenstärke hinnehmen. Um die Operationsfähigkeit seiner Streitkräfte zu stärken, übergab Peter I. das Kommando über die Kosakenregimenter in die Hände russischer und deutscher Feldherren. Dies nahm den Kosaken die letzte Kampfmoral. Die ausländischen Offiziere verachteten offen die Kosakeneinheiten, die sie oft als Kanonenfutter einsetzten. Zwar zog Masepa noch 1704 und 1705 im Nordischen Krieg gegen die Schweden und Leszczyńskis Anhänger; nach dem Frieden von Altranstädt vom 24. September 1706 jedoch suchte er einen Weg, die Ukraine aus der russischen Umklammerung zu lösen.

### Seitenwechsel
Im Dongebiet war im Herbst 1707 der Bulawin-Aufstand der Kosaken und Bauern ausgebrochen, der sich gegen die Zarenherrschaft richtete und von Peter I. rigoros niedergeschlagen wurde. Diese allgemeine Unzufriedenheit der Kosaken über die Zarenpolitik veranlasste Masepa, sich einen neuen Verbündeten zu suchen. Dazu versprach er dem Schwedenkönig Karl XII., dass er ihn mit einer 100.000 Mann starken Armee unterstützen würde, wenn die Schweden in die Ukraine vorrückten. Karl XII. marschierte daraufhin gegen den Rat seiner Generäle in die Ukraine und versprach, für die militärische Hilfeleistung und Versorgung mit Lebensmitteln, die Ukraine zu beschützen und eine Vertragsunterzeichnung mit dem russischen Zaren so lange hinauszuzögern, bis die Rechte der Ukraine wiederhergestellt seien und diese völlig unabhängig von Moskau sei. Die Bedingungen dieses Bündnisses mit den Schweden wurden in einem Vertrag zum Frühlingsanfang 1709 besiegelt.
Einige Tage nach Masepas Seitenwechsel wurde die Hetmans-Hauptstadt Baturyn von Einheiten der russischen Armee unter dem Kommando Alexander Menschikows völlig zerstört, 6000 Einwohner, einschließlich Greise und Kinder, wurden getötet. Die Nachricht über die Tötung der Kosaken in Baturyn und die Verhaftungen und Hinrichtungen beim kleinsten Verdacht der Sympathie zu Masepa ließen viele potenziellen Anhänger des Hetmans ihre Pläne ändern. Zu diesem Zeitpunkt befahl Peter I. den Kosakenältesten, die sich Masepa nicht angeschlossen hatten, einen neuen Hetman zu wählen. Am 11. November 1708 wurde Iwan Skoropadskyj gewählt. Die Gräueltaten in Baturyn und die Grausamkeit der russischen Streitkräfte lösten Angst unter der ukrainischen Bevölkerung aus. Die protestantischen Schweden hatten ohnehin kein großes Vertrauen genossen. Deswegen unterstützte der Großteil der Bevölkerung Hetman Masepa nicht. Nur eine einzige bedeutende Bevölkerungsgruppe stellte sich auf Hetman Masepas Seite – die Saporoger Kosaken. Als dieser sein Heer den Schweden zuführte, brachte er kaum 7000 Mann zusammen (Oktober 1708).
Masepa stellte sein Handeln in einem Schreiben vom Dezember 1708 so dar, dass seine Loyalität nie dem Zaren, sondern dem Kosakenheer und der ukrainischen Nation gegolten habe, und durch dessen Verletzung der Bodhan Chmelnyzkyi zugestandenen Rechte sei der Vertrag mit dem Zaren hinfällig. Moskau, das heißt die großrussische Nation, hat unsere kleinrussische Nation von jeher gehasst; in Böswilligkeit ist Moskau seit langem entschlossen, unsere Nation ins Verderben zu stürzen schrieb er.
Peter ließ Masepas Bildnis am Galgen aufhängen; von der Russisch-Orthodoxen Kirche wurde er exkommuniziert. Karl näherte sich indessen Poltawa. In der Schlacht von Poltawa am 28. Juni 1709 folgten Masepa an der Seite der Schweden lediglich 3000 Kosaken. Der Rest der Kosaken kämpfte in der Schlacht unter Iwan Skoropadskyj auf russischer Seite.

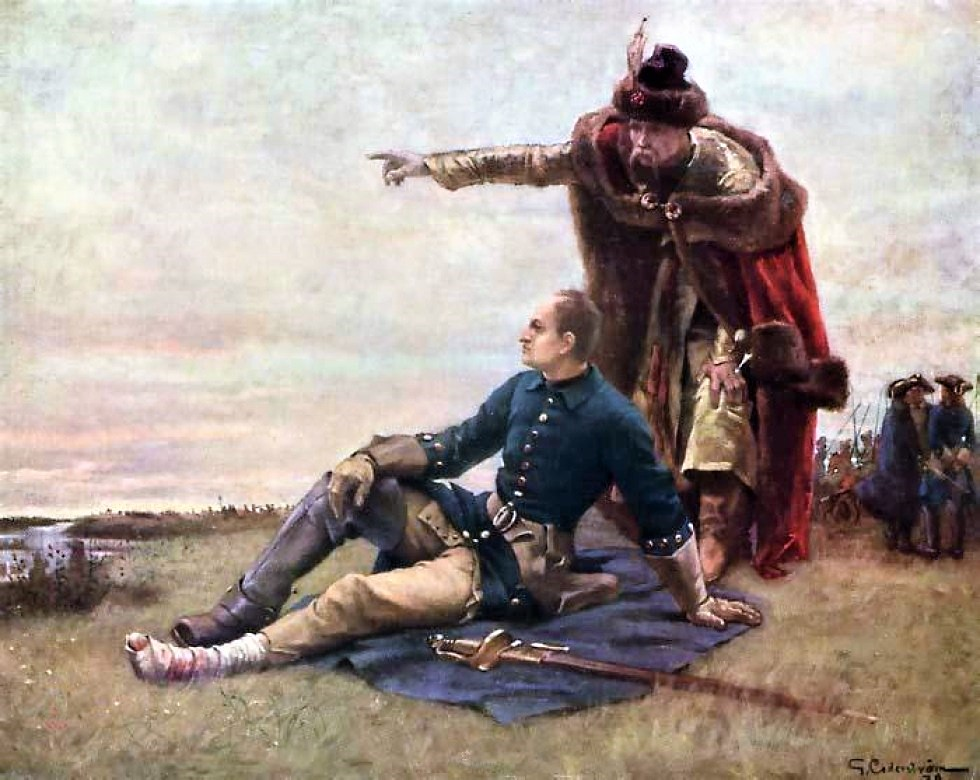
Masepa und Karl XII. nach der Schlacht von Poltawa (Gustaf Cederström)

### Flucht und Tod
Nachdem die Schlacht verloren war, marschierte das Heer entlang der Worskla nach Süden und traf am 10. Juli in Perewolotschna am Zusammenfluss von Worskla und Dnepr ein. Hier wurde es von russischen Truppen eingeholt und kapitulierte vor diesen, woraufhin die verbliebenen Kosaken größtenteils zu Pferde flüchteten, um der Bestrafung als Verräter zu entgehen. Der schwedische König floh mit Iwan Masepa und dessen Gefolgsleuten Pylyp Orlyk und Kost Hordijenko über eine Furt im Dnepr und erreichte am 17. Juli den Bug, wo der Pascha von Otschakow die Erlaubnis erteilte, das Osmanische Reich zu betreten. Die Flucht endete im moldawischen Tighina auf osmanischem Gebiet, wo Masepa am 22. September 1709 starb.

## Nachwirkung
Voltaire stellte in seiner 1731 publizierten Biographie des schwedischen Königs Karls XII. Masepa als Volkshelden dar. Lord Byron machte Iwan Masepa zum Helden eines seiner Gedichte (Mazeppa, 1819), Faddei Bulgarin zum Helden eines Romans, Rudolf Gottschall zu dem eines Dramas Mazeppa. Auch bei Juliusz Słowacki ist er zum Helden eines Dramas geworden (Mazepa, 1839). Daniel Defoe und Victor Hugo widmeten ihm Skizzen. Rainer Maria Rilke nannte ihn im Gedicht Der Sturm in der Sammlung Das Buch der Bilder. Bertolt Brecht fingierte in seiner Ballade vom Mazeppa in der Hauspostille, dass Mazepa beim Ritt auf dem Pferd in die Steppe ums Leben gekommen sei.
Des Weiteren ist die Figur Masepas in Alexander Puschkins Poem Poltawa, in Pjotr Tschaikowskis Oper Mazeppa sowie in der Sinfonischen Dichtung Nr. 6 Mazeppa von Franz Liszt (1839/1850) verarbeitet worden.
Horace Vernet hat Masepa durch zwei Gemälde verherrlicht. Der Regisseur Martin Berger drehte 1919 den Film Mazeppa, der Volksheld der Ukraine mit Werner Krauß in der Titelrolle.

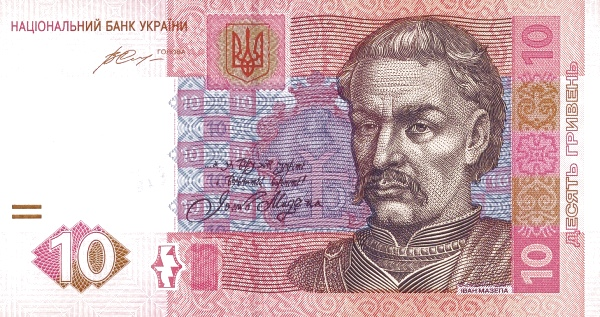
Iwan Masepa auf einer Zehn-Hrywnja-Banknote

In der der Zensur unterliegenden Geschichtsschreibung der Sowjetzeit war Masepa eine negative Figur. Hingegen gilt er in der 1991 unabhängig gewordenen Ukraine als Nationalheld. So ist Masepa auf dem Zehn-Hrywnja-Schein abgebildet. 2009 wurde von Staatspräsident Wiktor Juschtschenko das Iwan-Masepa-Kreuz als Orden der Ukraine gestiftet. Im August 2022 wurde bekanntgegeben, dass die erste Korvette der Ada-Klasse der ukrainischen Marine den Namen Hetman Iwan Masepa (Гетьман Іван Мазепа) tragen soll. Nach der staatlich verfügten Räumung des Kiewer Höhlenklosters (Petscherska Lawra) durch die Mönche der bis 2022 dem Moskauer Patriarchat unterstehenden Ukrainischen Orthodoxen Kirche (UOK) feierten Geistliche der rivalisierenden Orthodoxen Kirche der Ukraine (OKU) am 11. Juni 2023 in der Allerheiligenkirche des Klosters einen Gottesdienst zu Ehren Masepas, der nach Aussage des ukrainischen Kultusministers Oleksandr Tkatschenko als symbolischer Akt dafür stehen soll, dass „die Lawra ukrainisch wird“.
In der russischen Oblast Kursk sind die von ihm gegründeten Orte Iwanowskoje, Stepanowka und Masepowka nach ihm benannt.